# The Good Bad Boy
The Good Bad Boy è un film del 1924, diretto da Edward F. Cline.

## Trama
Billy Benson, trombettiere dei Boy Scouts, fra i ragazzini del quartiere ha una cattiva fama: se fa a botte ogni tanto, in realtà è solo per difendere il buon nome di suo padre, che gli altri bambini sono usi prendere in giro. Per questo motivo Billy non ha molti amici. Anzi, eccettuato il cane Brownie, ne ha uno solo: la coetanea Dorothy, figlia del giudice Fawcett, che in qualità di uomo di legge ha l'onere e il fastidio di dover stare a sentire le lamentele dei vicini per le malefatte ascritte al cosiddetto cattivo ragazzo, diverse delle quali in verità non imputabigli. È una sorta di caprio espiatorio. Per precauzione il giudice dice alla figlia di non frequentarlo. I due amici passano tranquillamente sopra a tale proibizione e continuano a giocare assieme.
John, il padre di Billy, svolge dei lavoretti temporanei di riparazione, ma buona parte del suo tempo è impiegato dalle sue invenzioni – da lunghi anni sta lavorando ad un innovativo estintore -, che vengono brevettate (delle pratiche si cura l'avvocato Sidney Marvin) ma che finanziariamente non rendono. Per questo motivo ogni tanto Mary, la madre di Billy, lavandaia, si lamenta col marito John, ma per il resto nella famiglia regna una grande armonia, insieme a un tenore di vita al limite della povertà. Per partecipare alla festa di Dorothy – grande evento sociale fra i bambini del luogo - ad esempio, Billy non ha un vestito adatto: finisce col rubarne uno ad una bambina.
L'avvocato Marvin mostra a Walter Howe, rappresentante di una ditta di estintori, le pratiche per il brevetto del nuovo apparecchio di John Benson: Howe si dice convinto che la sua azienda sborserebbe una ragguardevole cifra per acquistare il brevetto. Marvin gli fa notare che sarebbe più vantaggioso comprare l'estintore e i progetti dallo stesso Benson, che, trovandosi in difficoltà, li venderà a bassissimo prezzo: nel frattempo egli terrà insabbiata la pratica. Ogni offerta che Marvin, in seguito, fa a Benson, viene però puntualmente e caparbiamente rifiutata dall'inventore.
Perciò Marvin e Howe adottano una nuova strategia. Quando Mary, la mamma di Billy, malata, viene portata in ospedale, i due complici, per togliersi di mezzo John, inventano una falsa accusa, a seguito della quale Benson viene trattenuto in carcere. Mentre Billy è al capezzale della madre, Howe penetra a casa dei Benson per trafugare il progetto dell'estintore. Nello stesso tempo Dorothy, rendendosi conto che Billy, ormai solo, ha bisogno di aiuto, decide di fargli una sorpresa, ed entra in casa sua recando un canestro di generi di conforto. Sentendo dei rumori, la bambina si nasconde in una stanza. Howe sta rovistando fra le apparecchiature di John, alcune di esse si rovesciano, e si sviluppa un incendio. Howe fugge con i progetti. Dorothy rimane intrappolata fra le fiamme.
Billy torna dall'ospedale, e vede la sua casa in fiamme, circondata dai pompieri e dai curiosi. Nota Dorothy che si è issata su una finestra, la raggiunge e la trae in salvo, consegnandola al giudice Fawcett.
Non passa molto tempo, e Howe ha fatto costruire un estintore seguendo il progetto di John. Billy lo vede con l'apparecchio ideato dal padre, mentre sta lasciando la località. Suona nella sua tromba, e l'intera legione dei Boy Scouts interviene. L'orda di ragazzi ferma Howe e lo cattura (recuperando verosimilmente anche l'estintore e il progetto).
In un lussuoso amplio locale Mary e John Benson, affacciati ad una loggia, riccamente vestiti (per l'occasione John ha inventato un cappello a cilindro retrattile), ormai cittadini illustri, ricevono l'omaggio dei compaesani, mentre l'orchestra accompagna. Poco discosti Billy e Dorothy.

## Produzione
La pellicola, per l'uscita statunitense, constava di 5 rulli, per una lunghezza totale di 1584 metri.
Il film è preservato in forma digitale dalla statunitense Biblioteca del Congresso nell'ambito del Silent Film Project.

## Distribuzione
Il film, distribuito dalla Principal Distributing, è uscito nelle sale cinematografiche statunitensi il 1º giugno 1924.
The Good Bad Boy è stato edito in DVD nel 2013 a cura della Alpha Video, con didascalie inglesi, corredato da una colonna sonora. Il film è visionabile sulla piattaforma YouTube.